# Ana Karen Guadiana Campos
Ana Karen Guadiana Campos (* 22. Januar 2002) ist eine mexikanische Tennisspielerin.

## Karriere
Guadiana Campos spielt hauptsächlich Turniere auf der ITF Women’s World Tennis Tour.
Ende März 2019 erhielt sie eine Wildcard für die Qualifikation zu den mit 250.000 US-Dollar dotierten Abierto GNP Seguros, einem Turnier der WTA Tour. Mit einem knappen Zweisatzsieg über Nikita Uberoi und einem kampflosen Weiterkommen, da Monica Niculescu nicht antrat, erreichte sie die Qualifikationsrunde gegen Xu Shilin, der sie dann mit 2:6 und 2:6 unterlag. Durch diese Erfolge wird sie seit dem 8. April 2019 in der Einzelweltrangliste geführt.